# Ellgau
Ellgau è un comune tedesco di 1 019 abitanti, situato nel land della Baviera.